# Élections générales britanno-colombiennes de 1928
L'élection générale britanno-colombienne de 1928 fut déclenchée le 7 juin 1928 et s'est déroulée le 18 juillet afin d'élire les députés de la 17e législature à l'Assemblée législative de la Colombie-Britannique. Il s'agit de la 17e élection générale dans la province depuis l'adhésion de la Colombie-Britannique à la confédération canadienne en 1871.
Le Parti conservateur de la Colombie-Britannique, dirigé par Simon Fraser Tolmie, obtient plus de la moitié du vote populaire et remporte 35 sièges sur les 48 à l'Assemblée législative, formant un gouvernement majoritaire. La part des voix du Parti libéral a également augmenté de façon importante, mais à cause de la dispartition du Parti provincial et du Parti travailliste canadien, qui ensemble avaient récolté 35 % du vote populaire lors de l'élection précédente, le gouvernement libéral est défait.

## Résultats
| Parti                 | Parti                    | Chef                     | # de candidats | Sièges | Sièges | Sièges   | Voix    | Voix    | Voix     |
| --------------------- | ------------------------ | ------------------------ | -------------- | ------ | ------ | -------- | ------- | ------- | -------- |
| Parti                 | Parti                    | Chef                     | # de candidats | 1924   | Élus   | % Diff.  | #       | %       | % Diff.  |
|                       | Conservateur             | Simon Fraser Tolmie      | 48             | 17     | 35     | +105,9 % | 192 867 | 53,30 % | +23,85 % |
|                       | Libéral                  | John Duncan MacLean      | 45             | 23     | 12     | -47,8 %  | 144 872 | 40,04 % | +8,70 %  |
|                       | Travailliste             |                          | 9              | *      | 1      | *        | 17 908  | 4,95 %  | *        |
|                       | Indépendant              | Indépendant              | 9              | -      | -      | -        | 3 658   | 1,01 %  | +0,28 %  |
|                       | Conservateur indépendant | Conservateur indépendant | 2              | -      | -      | -        | 1 064   | 0,29 %  | -0,30 %  |
|                       | Libéral indépendant      | Libéral indépendant      | 2              | 2      | -      | 100 %    | 1 001   | 0,28 %  | -0,75 %  |
|                       | Travailliste indépendant | Travailliste indépendant | 1              | *      | -      | *        | 316     | 0,09 %  | *        |
|                       | Fermier indépendant      | Fermier indépendant      | 1              | *      | -      | *        | 128     | 0,04 %  | *        |
| Total                 | Total                    | Total                    | 117            | 48     | 48     | -        | 361 814 | 100 %   |          |
| Source : Elections BC |                          |                          |                |        |        |          |         |         |          |

Notes :
* N'a pas présenté de candidats lors de l'élection précédente.

## Source
- (en) Cet article est partiellement ou en totalité issu de l’article de Wikipédia en anglais intitulé « British Columbia general election, 1928 » (voir la liste des auteurs).